# Яно, Хинаки
Хинаки Яно (яп. 矢野 妃菜喜 Яно Хинаки, род. 5 марта 1997 года, префектура Хиого, Япония) — японская певица, сэйю и участница дуэта Dusty Fruits Club. Бывшая участница групп Piecees, Momonaki и идол-группы Shiritsu Ebisu Chugaku, а также дуэта Utata Neko Uta Gekidan. Лауреат премии Seiyu Awards в категории «Лучшая начинающая актриса» (2022).

## Биография
Хинаки Яно родилась 5 марта 1997 года в префектуре Хиого. С первого года начальной школы работала детской моделью и снималась для журналов и в рекламе McDonald’s. Проходила обучение в качестве актрисы мюзиклов. Позже вошла в состав третьего подразделения компании Stardust Promotion и стала участницей сначала группы Piecees, а  затем группы Momonaki. В полнометражном фильме Hana Oni: Trilogy — Kaki × Kanna (2009) сыграла роль Канны Асагири в детстве. В 2010 году Яно перешла в идол-группу Shiritsu Ebisu Chugaku, которую покинула в апреле 2011 года.
В 2013 году Яно снялась в качестве актрисы в двух фильмах: Inorigami и Burakkurisuta Zero (яп. ブラックリスターゼロ Бураккурисута: дзэро). После съёмок заключила контракт с Sony Music Artists. В этом же году Яно, взяв себе сценический псевдоним Хинаки Цукикагэ (яп. 月影 妃菜喜 Цукикагэ Хинаки), стала участницей совместного с Мариа Савадой дуэта Utata Neko Uta Gekidan. В 2014 году дуэт исполнил закрывающую музыкальную тему «Koi no 12-Sai» к OVA-сериалу 12-Sai..
Первоначально Яно не была заинтересована в карьере сэйю. На первом году обучения в старшей школе решила попробовать свои силы в озвучивании, поскольку в театральных постановках не смогла сыграть роли, требующие задействовать не только голос.
С 2016 по октябрь 2018 года работала в аниме-кафе Shirobaco. В 2017 году стала вокалисткой и автором песен дуэта Dusty Fruits Club, вторым участником которого является музыкант Мицухиро Тада. В этом же году начала карьеру сэйю, приняв участие в озвучивании ряда видеоигр и дубляже иностранных фильмов. Вместо специального учебного учреждения посещала мастер-классы. В 2019 году успешно прошла пробы на роль Сэм в ONA-сериале Cannon Busters. В 2020 году получила главную роль старшеклассницы по имени Ю Такасаки в аниме-сериале Love Live! Nijigasaki High School Idol Club, спин-оффе медиафраншизы Love Live!.
В 2021 году Яно начала карьеру сольной певицы, выпустив 23 августа на лейбле Rocket Express свой дебютный сингл «Hologram Angel». 5 марта 2022 года вышел второй сингл Яно под названием «Follow me!», а 19 ноября — её первый мини-альбом Tear drops.
В декабре 2020 года Яно получила роль Китасан Блэк во втором сезоне аниме-сериала Uma Musume Pretty Derby (2021) и Момоэ Саваки в Wonder Egg Priority (2021). В рамках последнего Яно стала участницей коллектива Anemoneria, в составе которого исполнила две музыкальные темы: открывающую «Sudachi no Uta» и закрывающую «Life Is Cider». За 2021 год Яно также озвучила Судзунэ Мияму в аниме-сериале Selection Project и в составе коллектива 9-tie, участницами которого стали сэйю девяти главных героинь, исполнила две музыкальные темы: открывающую «Glorious Days» и закрывающую «Only one yell».
В начале марта 2022 года совместно с Канатой Айкавой, Нэнэ Хиэдой и Хикару Акао получила премию Seiyu Awards в категории «Лучшая начинающая актриса».
В ноябре 2022 года Яно сдала положительный тест на COVID-19.
2 августа 2024 года все музыкальные произведения Яно, включая «Hologram Angel» и «Poyaponopo!», были выпущены на различных сервисах цифрового распространения музыки. За 2024 год озвучила следующих персонажей аниме: Сара да Один в A Salad Bowl of Eccentrics, Никола в Quality Assurance in Another World и Сидзуку в аниме-сериале «Беглый самурай».

## Избранная фильмография

### Аниме-сериалы
2019
- The Price of Smiles — Эмма

2020
- Love Live! Nijigasaki High School Idol Club — Ю Такасаки[3][8]

2021
- Selection Project — Судзунэ Мияма[17]
- Uma Musume Pretty Derby (второй сезон) — Китасан Блэк[13]
- Waccha PriMagi! — Tawashi@Freethinker
- Wonder Egg Priority — Момоэ Саваки[14]

2022
- Love Live! Nijigasaki High School Idol Club (второй сезон) — Ю Такасаки
- Waccha PriMagi! (продолжение) — Tawashi@Freethinker

2023
- Kizuna no Allele — Халл[26]
- Nijiyon Animation — Ю Такасаки[27]
- Technoroid Overmind — Наги, поклонница
- Uma Musume Pretty Derby (третий сезон) — Китасан Блэк

2024
- A Salad Bowl of Eccentrics — Сара да Один[23]
- Nijiyon Animation (второй сезон) — Ю Такасаки
- Quality Assurance in Another World — Никола[24], Тесла
- «Беглый самурай» — Сидзуку[25]

2025
- From Old Country Bumpkin to Master Swordsman — Фисель Харбеллер[28]
- I Got Married to the Girl I Hate Most in Class — Аканэ Сакурамори[29]
- I’m a Behemoth, an S-Ranked Monster, but Mistaken for a Cat, I Live as an Elf Girl’s Pet — Ария[30]
- I’m Living with an Otaku NEET Kunoichi? — Сидзури Идэура[31]
- Medaka Kuroiwa Is Impervious to My Charms — Томо Намба[32]
- Watari-kun’s ****** Is About to Collapse — Судзусиро Ватари[33]

### Аниме-фильмы
- 2024 — Love Live! Nijigasaki High School Idol Club Final Chapter — Ю Такасаки

### OVA/ONA
- 2019 — Cannon Busters — Сэм
- 2023 — Love Live! Nijigasaki High School Idol Club Next Sky — Ю Такасаки[34]

### Компьютерные игры
2017
- Gothic wa Maho Otome — Титори[35]
- Robot Girls Z Online — Гинга-тян/Гингайзер[36]

2018
- Onsen Musume Yunohana Collection — Мотоэ Хирадо
- Phantom of the Kill — Моральта

2020
- Baton=Relay — Хасуми Хината[37]
- Toho Cannonball — Лунаса Призмривер[38]

2021
- Monster Strike — Эмари, Флэрмис, Идора
- Puzzle Girls — Елена[39]
- Shadowverse — Небесный Драгун[40], Обладательница Водяного копья, Ведьма Торжества
- Uma Musume Pretty Derby — Китасан Блэк

2022
- Alice Fiction — Андерсен[41]
- Assault Lily Last Bullet — Момидзи Цукиока

2023
- Love Live! School Idol Festival 2: Miracle Live! — Ю Такасаки

2024
- Kaiji Gaiden: Gekiatsu no Machi — Юа Нацуки
- Uma Musume Pretty Derby: Party Dash — Китасан Блэк
- White Cat Project: New World — Рэска[42]

### Роли в театре
- 2019 — Higurashi no Naku Koro ni: Naga/Aka — Рика Фурудэ (в Aka)[43]
- 2022 — Assault Lily: Odaiba Girls’ School Edition — The Empathy Phenomenon — Момидзи Цукиока
- 2024 — Assault Lily: Odaiba Girls’ School Edition — The Snowdrop — Момидзи Цукиока[44]

## Дискография
Примечание: Все произведения выпущены на лейбле Rocket Express.

### Синглы
| №   | Название                                | Дата выпуска       | Номер      |
| --- | --------------------------------------- | ------------------ | ---------- |
| 1-й | «Hologram Angel» (яп. ホログラムの天使) | 23 августа 2021 г. | 2068210006 |
| 2-й | «Follow me!»                            | 5 марта 2022 г.    | 2068210017 |
| 3-й | «Poyaponopo!» (яп. ポヤポノポ！)        | 2 марта 2024 г.    | 2068210053 |
| 4-й | «Kimitoitanatsuwo» (яп. キミといた夏を) | 6 сентября 2024 г. | 2068210057 |

### Мини-альбомы
| №   | Название   | Дата выпуска      | Номер      |
| --- | ---------- | ----------------- | ---------- |
| 1-й | Tear drops | 19 ноября 2022 г. | 2068210034 |

## Награды и номинации
| Год  | Награда               | Результат  | Категория                                                                       | Работа                                 | Прим.  |
| ---- | --------------------- | ---------- | ------------------------------------------------------------------------------- | -------------------------------------- | ------ |
| 2022 | Anime Trending Awards | 13-е место | Эндинг года (в составе коллектива Anemoneria)                                   | «Life Is Cider» из Wonder Egg Priority | [ 46 ] |
| 2022 | Anime Trending Awards | 14-е место | Эндинг года (в составе коллектива 9-tie)                                        | «Only one yell» из Selection Project   | [ 46 ] |
| 2022 | Seiyu Awards          | Победа     | Лучшая начинающая актриса (вместе с Канатой Айкавой, Нэнэ Хиэдой и Хикару Акао) | н/д                                    | [ 20 ] |